# Пассаро, Франческо
Франческо Пассаро (итал. Francesco Passaro; род. 7 января 2001, Перуджа) — итальянский профессиональный теннисист. Победитель трёх турниров ATP Challenger в одиночном разряде; и финалист девяти турниров ATP Challenger (6 — в одиночном разряде).

## Биография
Родился 7 января 2001 года в Перудже, в Италии.

## Спортивная карьера
В 2021—2024 годах стал победителем трёх турниров ATP серии «челленджер» и трёх турниров ITF серии «фьючерс» в одиночном разряде.
И в 2021 году стал победителем ещё трёх турниров ITF серии «фьючерс» в парном разряде.
В начале сентября 2024 года стал победителем одиночного турнира категории ATP Challenger AON Open Challenger в Генуе (Италия), где он в финале победил испанца Хауме Мунара со счётом 7-5, 6-3.
В середине января 2025 года проиграл в финале квалификации грузину Николозу Басилашвили, но стал лаки-лузером и вышел в основную сетку Открытого чемпионата Австралии, где он в первом круге на отказе соперника из-за травмы победил опытного болгарина Григора Димитрова, но во втором круге проиграл французу Бенжамену Бонзи со счётом 2-6, 4-6, 6-3, 4-6.